# Дурні і багаті (фільм, 1923)
«Дурні і багаті» (англ. Fools and Riches) — американська драма режисера Герберта Блаше 1923 року.

## У ролях
- Герберт Роулінсон — Джиммі Дорган
- Кетерін Перрі — Неллі Блай
- Таллі Маршалл — Джон Дорган
- Доріс Паун — Берніс Лоррейн
- Артур Стюарт Галл — Дік Макканн
- Нік Де Руїс — Фрасконі
- Рой Лайдлоу — юрист
- Джон Коссар — президент залізниці